# Séraphin Ier d'Athènes
Pour les articles homonymes, voir Séraphin.
Séraphin Ier (en grec Σεραφείμ Α, né le 26 octobre 1913 sous le nom de Vissarion Tikas et mort le 10 avril 1998) fut primat de l'Église orthodoxe de Grèce du 12 janvier 1974 au 10 avril 1998.